# فرودگاه شهری روچل
فرودگاه شهری روچل (به انگلیسی: Rochelle Municipal Airport) (به زبان بومی: Koritz Field) یک فرودگاه همگانی بهره‌برداری هوایی است که یک باند فرود آسفالت دارد و طول باند آن ۱۲۸۸ متر است. این فرودگاه در کشور ایالات متحده آمریکا قرار دارد و در ارتفاع ۲۳۸ متری از سطح دریا واقع شده است.